# Phoroncidia minuta
Phoroncidia minuta är en spindelart som först beskrevs av Sergei Aleksandrovich Spassky 1932.  Phoroncidia minuta ingår i släktet Phoroncidia och familjen klotspindlar. Inga underarter finns listade i Catalogue of Life.